# The Jungle Book (1994)
The Jungle Book, ook bekend als Rudyard Kipling's The Jungle Book, is een Amerikaanse film uit 1994, gebaseerd op de boeken Het jungleboek en Het tweede jungleboek van Rudyard Kipling. De film is geproduceerd door Disney als een live-action remake van hun animatiefilm Jungle Boek uit 1967. De film wijkt echter nog verder af van Kiplings boek dan de originele film.
Hoofdrollen worden vertolkt door Jason Scott Lee en Cary Elwes. De film is geregisseerd door Stephen Sommers. De muziek werd gecomponeerd door Basil Poledouris.

## Verhaal
De film begint in India tijdens het victoriaanse tijdperk. Een wildernisexpert en diens vijfjarige zoon Mowgli zijn op jacht in de jungle. Mowgli wordt goede vrienden met een Brits meisje genaamd Katherine Anne "Kitty" Brydon, wier vader, kolonel Geoffrey Brydon, de jacht heeft georganiseerd. Die nacht wordt het kamp van de groep aangevallen door Shere Khan. Mowgli kan ontkomen en vlucht de jungle in, waarna iedereen hem dood waant. Mowgli vindt de panter Bagheera, die hem naar een roedel wolven brengt. Bij hen groeit Mowgli op. Mowgli wordt tevens vrienden met de beer Baloe.
Jaren later, wanneer Mowgli inmiddels een jonge volwassene is, komt hij Kitty weer tegen. Ze is inmiddels verloofd met een arrogante militair genaamd kapitein William Boone. Kitty en Mowgli herkennen elkaar, waarna Kitty probeert Mowgli terug te laten keren in de beschaving met behulp van Dr. Julius Plumford. Mowgli voelt zich echter niet meer thuis tussen de rijke Britse aristocraten die vrienden zijn met Kitty’s familie.
Buldeo, een van Boones handlangers, vindt een met juwelen bedekte dolk die Mowgli had meegenomen uit een ruïne in de jungle. Hij en Boone bedenken een plan om Mowgli de locatie van deze ruïne te laten onthullen. Ze proberen hem te vangen, maar Baloe komt hem te hulp. Hij wordt door Boone neergeschoten. Mowgli haast zich terug naar Kitty’s huis om Dr. Plumford te halen, maar die blijkt al met Kitty te zijn vertrokken naar een schip dat hen naar Engeland zal brengen. Het gezelschap wordt aangevallen door Boone en zijn mannen. Mowgli redt Dr. Plumford, en vraagt in ruil hiervoor dat hij Baloe verzorgt. Daarna gaat hij terug naar Boone, en biedt aan hem naar de ruïnes te brengen in ruil voor Kitty. Op weg naar de ruïnes worden Boones mannen een voor een gedood door drijfzand of door Shere Khan. Al snel zijn enkel Boone zelf, Kitty en Mowgli nog over.
Eenmaal in de ruïne vechten Mowgli en Boone het uit. Mowgli wint, waarna Boone wordt gedood door de slang Kaa. Buiten de ruïne confronteert Shere Khan Mowgli en Kitty, maar Mowgli slaagt erin hem te verjagen. De twee keren terug naar Kitty’s huis, waar Baloe reeds genezen blijkt te zijn.

## Rolverdeling

### Mensen
| Acteur           | Personage                |
| ---------------- | ------------------------ |
| Jason Scott Lee  | Mowgli                   |
| Cary Elwes       | Captain William Boone    |
| Lena Headey      | Katherine "Kitty" Brydon |
| Sam Neill        | Colonel Geoffrey Brydon  |
| John Cleese      | Dr. Julius Plumford      |
| Jason Flemyng    | Lt. John Wilkins         |
| Ron Donachie     | Sgt. Harley              |
| Sean Naegeli     | jonge Mowgli             |
| Joanna Wolff     | jonge Kitty Brydon       |
| Stefan Kalipha   | Buldeo                   |
| Liza Walker      | Alice                    |
| Faran Tahir      | Nathoo                   |
| Rachel Robertson | Rose                     |
| Natalie Morse    | Margaret                 |

### Getrainde dieren
| Acteur       | Personage |
| ------------ | --------- |
| Baloe        | Casey     |
| Bagheera     | Shadow    |
| Grey Brother | Shannon   |
| Koning Louie | Lowell    |
| Shere Khan   | Bombay    |

Kaa wordt gespeeld door zowel een echte anaconda als een computergeanimeerde slang. Andere getrainde dieren in de film zijn apen, olifanten, kamelen, paarden en wolven.

## Achtergrond
Opnames vonden vooral plaats in India, waaronder in Bombay en Jodhpur. Verder werden er stukken opgenomen in het zuiden van de Verenigde Staten.
Op Rotten Tomatoes had de film anno 2015 een score van 92% aan positieve beoordelingen van critici en 54% van het publiek. Criticus Roger Ebert van de Chicago Sun Times bekritiseerde de film om het feit dat het verhaal in vrijwel niets meer lijkt op het originele verhaal van Kipling.
Van de film werd in 1996 ook een spel gemaakt.

## Prijzen en nominaties
In 1995 werd The Jungle Book genomineerd voor een Saturn Award in de categorie “Best Action/Adventure/Thriller Film”.